# رضا آدینه
رضا آدینه (۱۳۶۹–۱۴۰۰) فعال در رشته  کراس کانتری ،آتشنشان، غارنورد، غواص و هیمالیانورد ایرانی بود.
وی از کودکی به ورزش رزمی علاقه‌مند شد و در رشته کونگفو توآ ۵ سال پی درپی موفق به کسب مقام اول گردید، از ده سالگی به کوهنوردی روی آورد و در سن پانزده سالگی به صورت حرفه‌ای به این رشته ورزشی مشغول شد.

## صعودهای داخلی و خارجی
صعود به قله لنین، خانتانگری
صعود ۴ جبهه دماوند در یک برنامه
صعود قلل علم کوه و پیمودن خط الراس علم کوه
صعود خطالراس اشترانکوه
صعود قله سبلان
صعود یک روزه دماوند در زمستان
و ۵ صعود به قله دماوند در زمستان در ۴۰ روز
پیمایش زمستانی خط الراس علم کوه و تخت سلیمان و برج های دندان اژدها برای اولین بار درایران در ۱۳ روز در هوای منفی ۳۰ درجه
انتخاب صعود شاخص در انجمن کوهنوردان ایران و تقدیر فدراسیون
صعود به قله لنین به ارتفاع ۷۱۳۴ متر در ۳ کمپ بدون هم هوایی و امداد رسانی دربالای ۷۰۰۰ متر
صعود به خانتانگری و امدادرسانی در ارتفاع ۶۰۰۰متر
بیش از ۱۵۰ بار صعود به قله دماوند در طی سالهای گذشته
صعود زمستانی قله دماوند از تمام جبهه ها 
وصعود ۱۰تا قله ی بالای ۴۲۰۰متر درزمستان درمنطقه علم کوه دریک برنامه طی ۱۳ روز

## درگذشت
وی سرانجام در تابستان ۱۴۰۰ در راه تلاش برای صعود به قله پوبدا در قرقیزستان در ارتفاع ۷۲۰۰ متری سقوط کرد. به روایتی همنوردان وی با آگاهی از سقوط وی به صعود خود ادامه میدهند.